# سسک بال‌آبی
سسک بال‌آبی (نام علمی: Vermivora cyanoptera) یک سسک جهان جدید نسبتاً رایج است، ۱۱٫۵ سانتیمتر (۴٫۵ اینچ) طول و وزن ۸٫۵ گرم (۰٫۳۰ اونس) دارد. در شرق آمریکای شمالی در جنوب انتاریو و شرق ایالات متحده زادآوری می‌کند. دامنه آن به سمت شمال گسترش می‌یابد، جایی که جایگزین سسک بال‌زرین بسیار نزدیک (Vermivora chrysoptera) می‌شود.

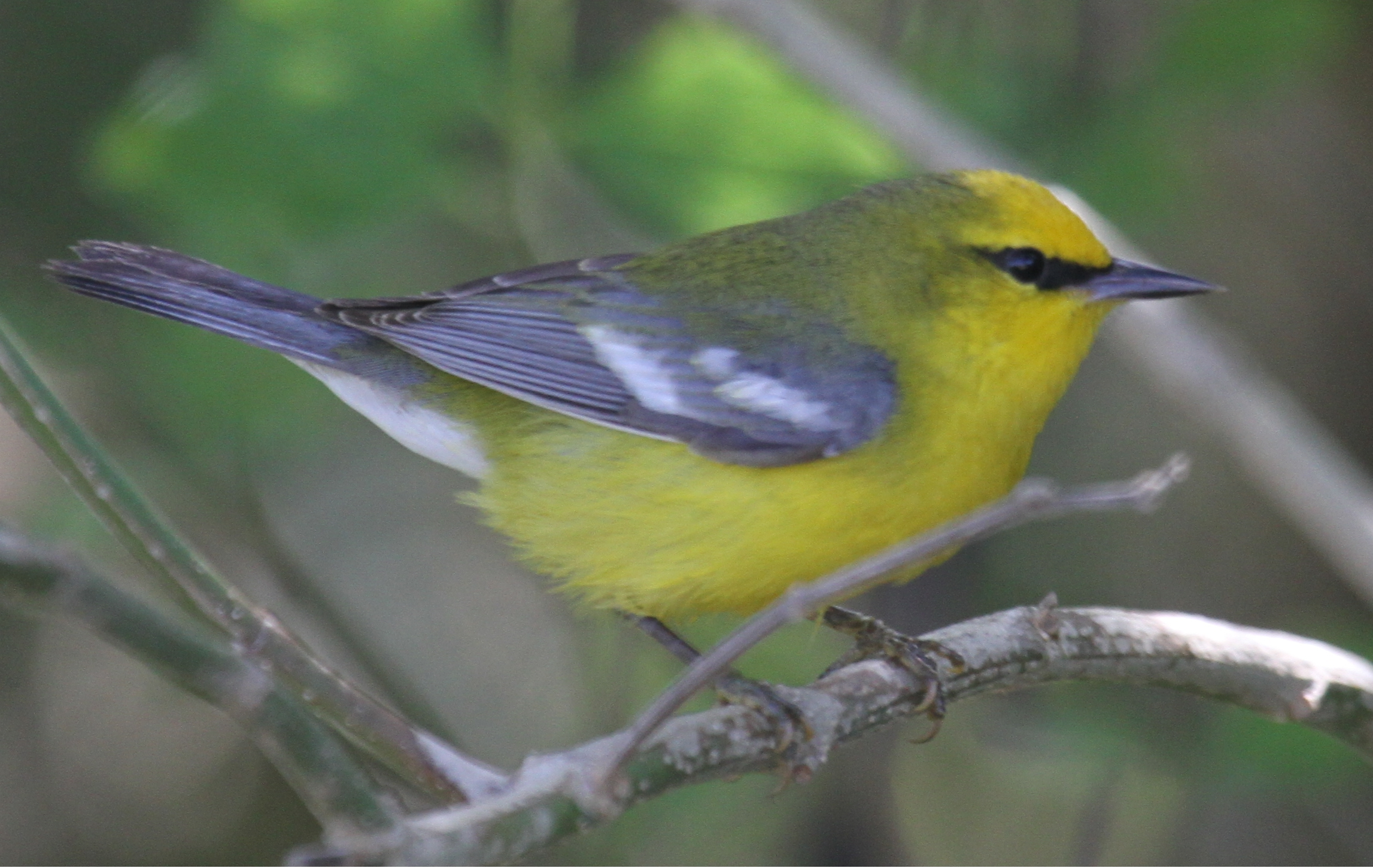
در جزیره پادر جنوبی، تگزاس